# Монте Таљијата (Модена)
Монте Таљијата је насеље у Италији у округу Модена, региону Емилија-Ромања.
Према процени из 2011. у насељу је живело 34 становника. Насеље се налази на надморској висини од 458 м.